# Врублевский, Семён Александрович
Семён Александрович Врублевский (15 августа 1908, дер. Ракошицы, Минская губерния — 18 июня 1944) — советский военачальник, полковник (1943), участник Великой Отечественной войны.

## Биография
В сентябре 1928 года вступил в Рабоче-крестьянскую Красную армию и служил в Объединенной Белорусской военной школе им. ЦИК БССР, после её окончания служил в 5-м стрелковом полку 2-й Белорусской стрелковой дивизии в Белорусском военном округе.
С 7 мая 1941 года занимал должность начальника штаба 22-го мотострелкового полка 22-й танковой дивизии 14-го механизированного корпуса Западного Особого военного округа. 26 июня 1941 года в начале Великой Отечественной войны был ранен.
В сентябре 1941 годы была сформирована 332-я стрелковая дивизия, которая с января 1942 года была в составе Калининского фронта и принимала участие в Торопецко-Холмской наступательной операции. С 26 февраля по 6 июня 1942 года он временно исполнял должность начальника штаба этой дивизии.
7 июня 1943 года он был назначен командиром 358-й стрелковой дивизии, которая в составе 4-й ударной армии Калининского фронта принимала участие в Смоленской, Духовщинско-Демидовской наступательных операциях.
С 24 по 30 апреля 1944 года дивизия входила в составе 21-й армии и была переброшена на Ленинградский фронт, где в июне участвовала в Выборгской наступательной операции.
Он погиб 18 июня 1944 в бою на Карельском перешейке.

## Награды
- 3 Ордена Красного Знамени[3][4]
- Орден Отечественной войны I степени[5]